# Copenhagen Business School
 Denne artikel omhandler en uddannelsesinstitution i København. For andre betydninger af CBS, se CBS.
Copenhagen Business School forkortet CBS (tidligere Handelshøjskolen i København) er et dansk universitet, som blev oprettet som privat institution i 1917 af Foreningen til Unge Handelsmænds Uddannelse (FUHU). Dette gør det til landets tredjeældste universitet, kun overgået af DTU og KU . Handelshøjskolen blev i 1965 en del af det nationale uddannelsessystem og reguleres i dag af Universitetsloven fra 2003 som landets eneste selvstændige merkantile universitet. CBS' øverste leder er rektor, der er ansat af en bestyrelse med eksternt flertal.
Universitetet har cirka 20.500 studerende, heraf op mod 1.000 udvekslingsstuderende, og over 1.600 medarbejdere (pr. 2025). Dette gør CBS til det fjerdestørste danske universitet efter KU, AU og SDU. Universitetet var tidligere opdelt i to fakulteter: Det erhvervsøkonomiske Fakultet og Fakultetet for Sprog, Kommunikation og Kultur, men overgik den 1. januar 2007 til en monofakultær struktur.
CBS tilbyder både fuldtids- og deltidsuddannelser. Som heltidsstuderende kan man blive bachelor, kandidat og ph.d. Derudover har man mulighed for at videreuddanne sig sideløbende med sit erhvervsarbejde ved at læse HD eller ED. Og endelig kan man tage lederuddannelser, mastergrader og executive-uddannelser.
Universitetet har hjemme i bygninger på Frederiksberg: Solbjerg Plads, i Dalgas Have, Kilen, Howitzvej, ved Flintholm Station, Graduate House og Porcelænshaven. CBS Bibliotek på Solbjerg Plads servicerer universitetets ansatte og studerende, men er også åbent for offentligheden. Nogle dele er dog reserveret for ansatte og studerende.
CBS har en kanal på YouTube. CBS vil bruge kunstig intelligens i undervisning.

## Campus
Hovedparten af universitetet er placeret i nye bygninger på Frederiksberg: Solbjerg Plads, Dalgas Have, Graduate House, Flintholm og Kilen samt i dele af den gamle kongelige porcelænsfabrik, nu ved navn Porcelænshaven.
Bygningen i Dalgas Have er fra 1988, bygningen på Solbjerg Plads er fra 2000. Begge bygninger rummer institutter, undervisningslokaler og auditorier. I Kilen, der stod færdig i 2006, finder man også undervisningslokaler og institutter, og i Porcelænshaven kan man besøge de internationale uddannelser og Det Internationale Kontor.

### Jespers Torvekøkken
Kantinedriften og forplejningsservice på CBS bliver drevet af Jespers Torvekøkken. Jespers Torvekøkken er også ansvarlige for driften af Aarhus Universitets kantiner for personale og studerende. Der er kantiner på Solbjerg Plads, Kilen, Porcelænshaven, Dalgas Have, Graduate House og Flintholm.

## Strategi
CBS' strategiske fokusområder fra 2017 nævner iværksætterskab og innovation, uddannelsesporteføljen samt samarbejdet med erhvervsliv og samfund.

## Rektorer
Følgende har beklædt rektorposten gennem tiden:

| Nr. | Navn                             | Periode               |
| --- | -------------------------------- | --------------------- |
| 1.  | Marius Vibæk                     | 1917-1938             |
| 2.  | Christen Møller                  | 1938-1957             |
| 3.  | Poul Winding                     | 1957-1963             |
| 4.  | Jan Kobbernagel                  | 1963-1975             |
| 5.  | Carl E. Sørensen                 | 1975-1978             |
| 6.  | Lauge Stetting                   | 1978-1979             |
| 7.  | Frode Slipsager                  | 1979-1987             |
| 8.  | Finn Junge-Jensen                | 1987-2009             |
| 9.  | Johan Roos(sv)                   | 2009-2011             |
| 10. | Alan Irwin (konstitueret rektor) | 2011-2012             |
| 11. | Per Holten-Andersen              | 2012-2019             |
| 12. | Nikolaj Malchow-Møller           | 2019-2023             |
| 13. | Inger Askehave (konst.)          | Januar 2024-juni 2024 |
| 14. | Peter Møllgaard                  | Juni 2024-            |

## Forskning
CBS er organiseret i ét fakultet og har 14 institutter og en lang række forskningscentre. Med udgangspunkt i traditionelle erhvervsøkonomiske og sproglige fagområder prioriterer CBS tværdisciplin og problemorientering. Derfor indgår eksempelvis også sociologi, psykologi, antropologi, politologi, jura, filosofi, historie og interkulturel forståelse som væsentlige områder i CBS' faglige profil[kilde mangler].

### Centrale faglige emner på CBS
- Innovation og iværksætterskab.
- Oplevelsesøkonomi.
- Virksomhed og politik.
- Kultur- og områdestudier.

### Institutter
- Department of Business and Politics (DBP).
- Department of Management, Society and Communication (MSC).
- Institut for Afsætningsøkonomi (AØ).
- Institut for Finansiering (FI).
- Institut for Innovation og Organisationsøkonomi (INO).
- Institut for International Økonomi og Virksomhedsledelse (INT).
- Institut for Digitalisering (DIGI).
- Institut for Ledelse, Politik og Filosofi (LPF).
- Institut for Organisation (IOA).
- Institut for Produktion og Erhvervsøkonomi (PEØ).
- Institut for Regnskab og Revision (RR).
- Institut for Strategi og Globalisering (SMG).
- Juridisk Institut (JUR).
- Økonomisk Institut (ECON).

### Forskningscentre
- Asia Research Centre (ARC).
- Center for Advanced Studies on Project Management (CASPRO).
- Center for Business Data Analytics (CBSBDA).
- Center for Business History (CVH).
- Center for Civilsamfundsstudier.
- Center for Corporate Governance (CCG).
- Center for Ejerledede Virksomheder (CEV).
- Center for Europaforskning (CEF).
- Center for Financial Frictions (FRIC).
- Center for Global Strategic Responsiveness (CGSR).
- Center for Health Management (CHM).
- Center for International Business and Emerging Markets (CIBEM).
- Center for Leisure and Culture Services (CLCS).
- Center for Research and Innovation in Translation and Translation Technology (CRITT).
- Center for Skole- og Velfærdsledelse (CEFS).
- Center for Statistics (CST).
- Center for Tourism and Culture Management (TCM).
- Center for Virksomhedsudvikling og Ledelse (CVL).
- Center for Business and Development Studies (CBDS).
- Center for Corporate Social Responsibility (CBSCSR).
- Center for Economic and Business Research (CEBR).
- Copenhagen Business Confucius Institute (CI).
- Danish Centre for Applied Speech Technology (DANCAST).
- Danish Research Unit for Industrial Dynamics (DRUID).
- Dantermcentret.
- Govering Responsible Business Research Environment (GBR).
- Imagine.Creative Industries Research (IMAGINE).
- Pension Research Centre (Percent).
- Research Centre on Biotech Business (BIOTECH BUSINESS).

## Uddannelser
CBS har bachelor-, kandidat, og ph.d.-uddannelser inden for erhvervsøkonomi og ledelse samt sprog, kommunikation og kultur. Fra september 2009 har man udbudt to elite-kandidatuddannelser for udenlandske og danske studerende: MSc in Advanced Economics and Finance og MSc in International Law, Economics and Management. MSc in International Law, Economics and Management (ILECMA), var en tværfaglig eliteuddannelse udbudt af CBS i samarbejde med Københavns Universitet, men den udbydes ikke længere. Skolen har desuden deltidsuddannelser.

### Udveksling
CBS er medlem af The Global Alliance in Management Education (CEMS) og Partnership in International Management (PIM), og har derfor double degree-aftaler med andre business schools.

## Studieliv

### CBS Students
CBS Students, forkortet CBSS, er studenterråd på CBS. CBS Students er en almennyttig forening drevet af frivillige studerende og står for at koordinere introforløb for nye studerende, universitetsvalg og andre studenterpolitiske aktiviteter. Derudover arbejder CBS Students med at forbedre studiemiljøet og står for et netværk med over 80 forskellige studenterdrevne organisationer på universitetet. CBS Students har følgende datterselskaber: Cafeerne, Spisestuerne og CBS Collection og driver også universitetets printer service, CBS Print .
Den daglige ledelse i CBSS består af et formandskab og ledelsessekretariatet. Generalforsamlingen finder sted hvert år i starten af december med valg af medlemmer til bestyrelsen såvel som formandskabet.
CBS Students er medlem af Danske Studerendes Fællesråd.

## CBS Sport
Copenhagen Business School Sport (CBS Sport) er en uafhængig sportsorganisation under CBS etableret i 2006 og har en række sportsgrene.

## Alumni
Universitetets alumni inkluderer Søren Skou, CEO for A.P. Møller - Mærsk, Lise Kingo, Executive Director for FN's Global Compact, Fritz Henrik Schur Junior, tidligere formand for DONG Energy, David Heinemeier Hansson, skaber af Ruby on Rails, Kasper Rørsted, CEO for Adidas, Claus Meyer, kulinarisk entreprenør og grundlægger af det nye nordiske køkken, Hannibal Muammar Gaddafi, søn ar tidligere leder af Libyen Muammar Gaddafi, Lars Dalgaard, grundlægger af SuccessFactors, Jacob Schram, CEO, samt adskillige dansk politikere, entreprenører og iværksættere, Jakob Ellemann-Jensen tidligere vicestatsminister, økonomiminister og formand for venstre